# Acer trilobum
Acer trilobum é uma espécie de árvore do gênero Acer, pertencente à família Aceraceae.